# تسليته المفضلة (فلم 1914)
تسليته المفضلة (بالإنجليزية: His Favourite Pastime)، يعرف أيضا (تشارلي بين البار والحب)، وهو فيلم كوميدي أمريكي صامت من عام 1914 بطولة تشارلي تشابلن تم إنتاجه في استوديوهات كيستون.

## طاقم التمثيل
- تشارلي تشابلن - السكير مخمور
- روسكو آرباكل - رث في حالة سكر
- بيجي بيرس - السيدة جميلة

## روابط خارجية
- مقالات تستعمل روابط فنية بلا صلة مع ويكي بيانات